# Nothing to Prove
Nothing to Prove is het vijfde studioalbum van de Amerikaanse punkband H2O.
Het album werd uitgebracht op 27 mei 2008 via Bridge 9 Records, het label waar de band vandaag de dag nog steeds bij speelt. Het is daarbij het eerste studioalbum van H2O in zeven jaar tijd.

## Nummers
1. "1995" - 2:34
2. "Nothing To Prove" - 1:21
3. "Sunday" - 2:59
4. "A Thin Line" - 2:05
5. "Unconditional" - 2:34
6. "Still Here" - 1:53
7. "Fairweather Friend" - 2:23
8. "Heart On My Sleeve" - 2:11
9. "Mitts" - 2:42
10. "What Happened?" - 8:17

## Band
- Toby Morse - zang
- Todd Morse - gitaar, zang
- Rusty Pistachio - gitaar, zang
- Adam Blake - basgitaar
- Todd Friend - drums